# 벨기에 프랑스어 공동체

벨기에 프랑스어 공동체의 문장

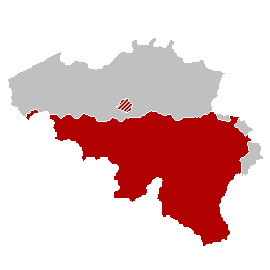
'으로 표시된 부분이 벨기에 프랑스어 공동체

벨기에 프랑스어 공동체(프랑스어: Communauté française, 네덜란드어: Franse Gemeenschap, 독일어: Französische Gemeinschaft)는 벨기에의 언어 공동체 가운데 하나로 플란데런어 공동체, 독일어 공동체와 함께 벨기에를 구성하는 세 개의 언어 공동체 가운데 하나이다. 공용어는 프랑스어이며 공동체의 날은 9월 27일이다.
1980년 행정 구역 개편 당시에 신설되었으며 행정 중심지는 브뤼셀이다. 브뤼셀 수도 지역을 포함하며 독자적인 의회와 정부, 행정 기관을 두고 있다.

## 공동체 정보
- 국가: 벨기에
- 설치: 1980년
- 행정 중심지: 브뤼셀
- 정부
  - 총리: 루디 데모트 (Rudy Demotte)
- 공용어: 프랑스어
- 공동체의 날: 9월 27일

## 명칭
왈롱-브뤼셀 공동체(Communauté Wallonie-Bruxelles), 왈롱-브뤼셀 프랑스어 공동체(Communauté française Wallonie-Bruxelles)라는 명칭으로 부르기도 하며 간단히 줄여서 왈롱-브뤼셀(Wallonie-Bruxelles)이라고 부르기도 한다. 이 명칭은 프랑스어 공동체의 행정기관 뿐만 아니라 왈롱 지역, 프랑스어 공동체 위원회 등에서도 널리 사용되고 있지만 벨기에 헌법에는 명시되어 있지 않다.

## 같이 보기
- 왈롱